# Останній світ
«Останній світ» (нім. Die letzte Welt) — роман австрійського письменника Крістофа Рансмайра 1988 року. Дія відбувається в непослідовні періоди часу, розповідає історію чоловіка, Котти, який їде до Томі, щоб шукати поета Насо, який оселився там у політичному вигнанні, почувши чутки, що Насо помер. У місті Котта зустрічає ряд персонажів з «Метаморфоз» Овідія. 

## Прийом
Kirkus Reviews назвав книгу «амбітною, стильною історичною роботою». Роберт Ірвін написав у The New York Times: «Цей чудовий другий роман Крістофа Рансмайра, молодого австрійського письменника, містить зізнання в зловісній мрії». Ірвін спочатку порівняв його з роботами художників-сюрреалістів, після чого написав: "Але світ, що змінює форму, в якому Котта проводить свої пошуки, зобов'язаний більше латинській літературі, ніж теорії сюрреалістів… Останній світ з його обережними анахронізмами та деформаціями є блискучою вправою з альтернативної історії літератури».
Річард Едер з Los Angeles Times описав книгу як «потужну алегорію підйому, падіння та змін» і написав:
У притчі Рансмайра немає нічого олімпійського чи дидактичного. Про це розповідається в крайностях, у різких образах і похмурих еліпсах. Він нанизаний таємницями — Де Овідій? Хто такі городяни, яких Котта зустрічає в Томі?—і тон його гротескний і застиглий.
Едер побачив недолік у тому, що жителі міста Томі, на відміну від персонажів «Метаморфоз», не можуть стати зворушливими до читача, що робить історію «дерев'яною». Едер писав: «Тим не менш, як притча, вона має яскраву і тривожну силу».
«Останній світ» був опублікований англійською в 1990 році в перекладі Джона Е. Вудса.
Англійський переклад був нагороджений у 1991 році премією Шлегеля-Тіка від Товариства авторів.